# Saint-Robert-Bellarmin
Pour les articles homonymes, voir Saint-Robert et Bellarmin.
Saint-Robert-Bellarmin est une municipalité du Québec située dans la MRC du Granit en Estrie.

## Toponymie
Elle est nommée en l'honneur du cardinal Robert Bellarmin.

## Histoire
En 1907 le curé de Saint-Ludger desservait ses résidents. Lors de l'érection de la paroisse en 1944 on opte pour le nom Saint-Robert-Bellarmin, la municipalité est officiellement établie en 1948.

### Chronologie
- 1er janvier 1949 : Érection de la municipalité de Saint-Robert-Bellarmin.

## Géographie
La Rivière du Loup coule a l'est du village traversant la municipalité du sud au nord.
La rivière Samson, aussi affluent de la rivière Chaudière, traverse la partie nord-ouest de la municipalité du sud au nord.
La municipalité est accessible via la route 204.

## Démographie
| 1996 | 2001 | 2006 | 2011 | 2016 | 2021 |
| ---- | ---- | ---- | ---- | ---- | ---- |
| 687  | 690  | 645  | 676  | 575  | 529  |

## Administration
Les élections municipales se font en bloc pour le maire et les six conseillers.
| Saint-Robert-Bellarmin Maires depuis 2001                                                                            |                      |         |          |
| Élection | Maire                | Qualité | Résultat |
| 2001 | Jeannot Lachance     |         | Voir     |
| 2005 | Michel Poulin        |         | Voir     |
| 2009 | Jeannot Lachance (2) |         | Voir     |
| 2013 | Jeannot Lachance (2) | Voir    |          |
| 2017 | Jeannot Lachance (2) | Voir    |          |
| 2021 | Jeannot Lachance (2) | Voir    |          |
| Élection partielle en italique Depuis 2005, les élections sont simultanées dans toutes les municipalités québécoises |                      |         |          |

## Personnalités
Village d'origine de deux chanteurs country reconnus régionalement:
- Antonio Lachance
- Fidel Lachance